# Man Haron Monis
Man Haron Monis (nascido Mohammad Hassan Manteghi; Borujerd, 19 de maio de 1964 – Sydney, 16 de dezembro de 2014) foi o autor do sequestro em massa que resultou na crise de reféns em Sydney em 2014.
Monis solicitou e recebeu asilo da Austrália em 1996, após deixar o Irã. Fontes diferentes atestam sua saída do Irã após a detenção de sua esposa e  filhos pelas autoridades iranianas, por causa de suas visões liberais sobre a religião naquele país; outras fontes dizem que ele fugiu do país após roubar 200 000 dólares dos clientes de sua agência de turismo.
O chefe da polícia iraniana, Esmaeil Ahmadi-Moghaddam, confirmou que Monis era dono de uma agência de viagens em Teerã, havia fugido primeiro para a Malásia e depois para a Austrália e tinha no país persa uma longa história de crimes e fraudes. De acordo com a agência de notícias oficial iraniana IRNA, ele era procurado pela Interpol e pela polícia iraniana na época em que recebeu asilo mas a polícia australiana não o extraditou mesmo depois de pedidos oficiais e do envio de relatórios que confirmavam seus crimes comuns no Irã e de seu estado de perturbação mental, pelo fato da Austrália não ter tratado de extradição com o Irã.

## Biografia

### Antecedentes
Monis nasceu numa família xiita e foi um muçulmano xiita por quase toda a vida até sua recente conversão ao sunismo dias antes do atentado em Sydney. Na Austrália, há muito havia se proclamado um sheik, apesar de seu título não ser reconhecido pela comunidade muçulmana no país e ele era marginalizado pelas duas comunidades, xiita e sunita, devido às suas visões extremistas e personalidade problemática e beligerante. No país ele colecionou um longo prontuário criminal de pequenos delitos e delitos mais graves, incluindo uma acusação de cumplicidade no assassinato de sua ex-mulher, motivo pelo qual aguardava o julgamento em liberdade sob fiança, assédio sexual e uso criminoso dos correios do país para fazer ameaças e ofender soldados australianos que serviram nos países muçulmanos.

### Discurso de ódio
Em 12 de dezembro de 2014, três dias antes do atentado, ele teve seu apelo rejeitado pela Suprema Corte da Austrália, com relação à sua condenação no caso dos correios; ele havia enviado cartas às famílias de soldados mortos no Afeganistão, chamando-os de assassinos e protestando contra a presença das tropas australianas no país. Numa destas cartas ele comparava um soldado morto a um porco e dizia que seu corpo era "contaminado". Cartas semelhantes foram enviadas à mãe de um soldado britânico morto num atentado em Jacarta, na Indonésia. Ele foi julgado e condenado à liberdade condicional com 300 horas de prestação de serviço comunitário. Em 2010 foi proibido pela Justiça de usar o serviço postal australiano. Esta condenação o tinha consumido e enraivecido por anos e o sequestro no café de Sydney seguiu-se imediatamente à negação de seu apelo pela Suprema Corte.

### Sequestro em Sydney
Na manhã de 15 de dezembro de 2014, Monis fez 17 funcionários e clientes de reféns em um café da Lindt em Martin Place, centro de Sydney, situado em frente a um estúdio de televisão que passou a transmitir o caso ao vivo. Os reféns foram obrigados segurar uma bandeira islâmica negra com um shahādah em árabe que dizia: "Alá é o único Deus e Maomé é seu mensageiro".
Os edifícios vizinhos, incluindo escritórios do governo e instituições financeiras e a estação ferroviária Martin Place, foram evacuados e bloqueados. Alguns reféns conseguiram escapar. O evento durou mais de 16 horas antes de homens da polícia tática invadirem o café nas primeiras horas da manhã seguinte e Monis foi morto no confronto que se seguiu. Dois dos reféns também morreram, vários outros foram feridos e um policial sofreu ferimentos leves.
No dia anterior ao sequestro, ele publicou em seu site:
"O Islã é a religião da paz, é por isto que os muçulmanos lutam contra a opressão e o terrorismo dos Estados Unidos e seus aliados como a Grã-Bretanha e a Austrália. Se nós permanecermos em silêncio contra os criminosos não poderemos ter uma sociedade pacífica. Quanto mais você luta contra o crime, mais pacifista você se torna. O Islã quer a paz na Terra, é por isto que os muçulmanos querem parar o terrorismo da América e seus aliados. Quando você fala contra o crime, você dá um passo adiante em direção à paz". 